# Adrienne (singolo)
Adrienne è il secondo singolo estratto da Camino Palmero, l'album di debutto della alternative rock statunitense The Calling.

## Video musicale
Il video musicale della canzone mostra i The Calling che eseguendo il brano all'aperto, mentre un gruppo di persone sono in fila per "cantare"in duetto con Alex Band. Alla fine del video, una ragazza inciampa e fa cadere come tessere del domino tutte le persone in fila dietro di lei.

## Tracce
1. Adrienne (Radio Mix) – 3:59
2. The One – 3:46
3. Adrienne (Acoustic) – 3:47

## Classifiche
| Classifica (2002)          | Posizione massima |
| -------------------------- | ----------------- |
| Austria                    | 50                |
| Belgio (Fiandre)           | 14                |
| Belgio (Vallonia)          | 11                |
| Germania                   | 68                |
| Italia                     | 21                |
| Paesi Bassi                | 81                |
| Regno Unito                | 18                |
| Stati Uniti                | 116               |
| Stati Uniti (adult top 40) | 22                |
| Stati Uniti (pop)          | 34                |
| Svizzera                   | 64                |